# Prix de la Marne
Le Prix de la Marne, Prix de l'Amitié franco-africaine en 2020, est une course hippique de trot attelé se déroulant au mois de février sur l'hippodrome de Vincennes.
C'est une course internationale de Groupe III (Groupe II avant 2011) réservée aux chevaux de 4 à 11 ans, ayant gagné entre 160 000 € et 850 000 €, mais n'ayant pas terminé à l'une des trois premières places du Prix d'Amérique de l'année en cours. De fait, elle regroupe la plupart du temps des chevaux de bonne qualité, juste en dessous du niveau des chevaux de Prix d'Amérique.
Elle se court sur la distance de 2 700 mètres (grande piste), départ volté. L'allocation s'élève à 90 000 €, dont 40 500 € pour le vainqueur.
Le Prix de la Marne ne figure pas au programme 2022.

## Palmarès depuis 1970
| Année                     | Vainqueur          | Pays    | Père             | Driver                    | Entraîneur                | Distance | Réd.km |
| ------------------------- | ------------------ | ------- | ---------------- | ------------------------- | ------------------------- | -------- | ------ |
| 2021                      | Moni Viking        | Norvège | Maharajah        | Matthieu Abrivard         | Pierre Vercruysse         | 2 700 m  | 1'12"5 |
| 2020                      | Earl Simon         | France  | Prodigious       | Franck Ouvrie             | Jarmo Niskanen            | 2 700 m  | 1'12"9 |
| 2019                      | Blé du Gers        | France  | Quinoa du Gers   | Jean-Michel Bazire        | Jean-Michel Bazire        | 2 700 m  | 1'11"7 |
| 2018                      | Viking Blue        | France  | Prodigious       | Alexandre Abrivard        | Yannick-Alain Briand      | 2 700 m  | 1'13"1 |
| 2017                      | Aubrion du Gers    | France  | Memphis du Rib   | Jean-Michel Bazire        | Jean-Michel Bazire        | 2 700 m  | 1'12"8 |
| 2016                      | Ustinof du Vivier  | France  | Look de Star     | Matthieu Abrivard         | Sébastien Guarato         | 2 700 m  | 1'12"5 |
| 2015                      | Une Fille d'Amour  | France  | Infant du Bossis | David Thomain             | Cyril Raimbaud            | 2 700 m  | 1'13"4 |
| 2014                      | Beckman            | Suède   | Turbo Sund       | Franck Nivard             | Fabrice Souloy            | 2 700 m  | 1'13"2 |
| 2013                      | Rêve de Beylev     | France  | Fortuna Fant     | Éric Raffin               | Sébastien Guarato         | 2 700 m  | 1'12"6 |
| 2012                      | Rolling d'Héripré  | France  | Dahir de Prélong | Matthieu Abrivard         | Fabrice Souloy            | 2 700 m  | 1'13"9 |
| 2011                      | Rapide Lebel       | France  | Ginger Somolli   | Éric Raffin               | Sébastien Guarato         | 2 700 m  | 1'12"7 |
| Millésimes en Groupe II : |                    |         |                  |                           |                           |          |        |
| 2010                      | Opaline d'Atout    | France  | Coktail Jet      | Franck Nivard             | Fabrice Souloy            | 2 700 m  | 1'13"3 |
| 2009                      | Lord de la Noë     | France  | Rubis de la Noé  | Jean-Michel Bazire        | Jean-Michel Bazire        | 2 700 m  | 1'13"6 |
| 2008                      | Orlando Sport      | France  | Hand du Vivier   | Sébastien Baude           | Roger Coueffin            | 2 700 m  | 1'13"6 |
| 2007                      | Morydiem           | France  | Carpe Diem       | Bruno Marie               | Bruno Marie               | 2 700 m  | 1'13"1 |
| 2006                      | Loumana Flor       | France  | Coktail Jet      | Pierre Levesque           | Pierre Levesque           | 2 700 m  | 1'13"2 |
| 2005                      | Lana Svelte        | France  | Dahir de Prélong | Stéphane Levoy            | Paul Viel                 | 2 700 m  | 1'14"4 |
| 2004                      | Jaminska           | France  | Jet du Vivier    | Pierre Levesque           | Pierre Levesque           | 2 700 m  | 1'13"9 |
| 2003                      | Jalba du Pont      | France  | Baccarat du Pont | Jean-Yves Rayon           | Albert Rayon              | 2 700 m  | 1'14"8 |
| 2002                      | Hirosaka           | France  | Jet du Vivier    | Nicolas Roussel           | Alain Roussel             | 2 700 m  | 1'15"6 |
| 2001                      | Farnèse            | France  | Mon Ouiton       | Pierre Levesque           | Pierre Levesque           | 2 700 m  | 1'14"7 |
| 2000                      | Fan Idole          | France  | Le Ham           | Richard-William Denéchère | Richard-William Denéchère | 2 175 m  | 1'12"3 |
| 1999                      | Mr Quickstep       | Suède   | Mr Drew          | Ulf Nordin                | Ulf Nordin                | 2 175 m  | 1'13"2 |
| 1998                      | Abricot du Laudot  | France  | Nicos du Vivier  | Jacques-Henri Treich      | Jacques-Henri Treich      | 2 175 m  | 1'14"7 |
| 1997                      | Paparazzy          | Suède   | Quito de Talonay | Christophe Martens        | Gilbert Martens           | 2 175 m  | 1'14"  |
| 1996                      | Lovely Godiva      | Suède   | Idéal du Gazeau  | Per-Olof Pettersson       | Per-Olof Pettersson       | 2 175 m  | 1'15"1 |
| 1995                      | Best Bourbon       | France  | High Echelon     | Jean-Philippe Dubois      | Jean-Philippe Dubois      | 2 175 m  | 1'14"2 |
| 1994                      | Volcan des Rotours | France  | High Echelon     | Bernard Oger              | Léopold Verroken          | 2 175 m  | 1'14"8 |
| 1993                      | Urane Sautonne     | France  | Jorky            | Yves Dreux                | Bernard Desmontils        | 2 275 m  | 1'14"2 |
| 1992                      | Unnamed            | France  | Hymour           | Jean-Étienne Dubois       | Jean-Étienne Dubois       | 2 300 m  | 1'16"2 |
| 1991                      | Quo du Vivier      | France  | Jet du Vivier    | Jean Raffin               | Michel Fournier           | 2 300 m  | 1'16"  |
| 1990                      | Réussite de Rozoy  | France  | Chambon P        | Roger Baudron             | Roger Baudron             | 2 100 m  | 1'15"2 |
| 1989                      | Quilon             | France  | Honorin          | Ghislain Fontenay         | Ghislain Fontenay         | 2 100 m  | 1'14"6 |
| 1988                      | Prince Royal       | France  | Fakir du Vivier  | Philippe Verva            | Philippe Verva            | 2 300 m  | 1'14"9 |
| 1987                      | Olaf de Brion      | France  | Cotentin         | Ulf Nordin                | Ulf Nordin                | 2 300 m  | 1'15"4 |
| 1986                      | Olympio de Corseul | France  | Enguerillero     | Jean-René Gougeon         | Jean-René Gougeon         | 2 300 m  | 1'15"9 |
| 1985                      | Landoas            | France  | Beauséjour II    | Bertrand de Folleville    | Henri Levesque            | 2 300 m  | 1'16"1 |
| 1984                      | Micado C           | Suède   | Garry Håleryd    | Ulf Nordin                | Jacky Bethouart           | 2 250 m  | 1'15"8 |
| 1983                      | Jet de Prapin      | France  | Sabi Pas         | Pierre Levesque           | Robert Auvray             | 2 250 m  | 1'18"3 |
| 1982                      | Katinka            | France  | Kerjacques       | Jean-René Gougeon         | Jean-René Gougeon         | 2 250 m  | 1'17"1 |
| 1981                      | Jacob du Chignon   | France  | Narioca          | André Rouer               | André Rouer               | 2 250 m  | 1'17"2 |
| 1980                      | Fleuronné          | France  | Quirinus III     | Gilles Baudron            | Gilles Baudron            | 2 250 m  | 1'19"8 |
| 1979                      | Fleuronné          | France  | Quirinus III     | Gilles Baudron            | Gilles Baudron            | 2 250 m  | 1'18"1 |
| 1978                      | Gamélia            | France  | Kerjacques       | Pierre-Léopold Marie      | Dominique de Bellaigue    | 2 250 m  | 1'17"6 |
| 1977                      | Feu Violet         | France  | Rex Grandchamp   | Roger Baudron             | André-Louis Dreux         | 2 250 m  | 1'21"  |
| 1976                      | Éléazar            | France  | Kerjacques       | Léopold Verroken          | Léopold Verroken          | 2 250 m  | 1'18"2 |
| 1975                      | Capri              | France  | Pacha Grandchamp | Jean-René Gougeon         |                           | 2 250 m  | 1'18"6 |
| 1974                      | Beauséjour II      | France  | Kerjacques       | M. Fournier               |                           | 2 250 m  | 1'18"6 |
| 1973                      | Vanina B           | France  | Carioca II       | Jean Mary                 |                           | 2 250 m  | 1'17"7 |
| 1972                      | Tivaty Pelo        | France  | Carioca II       | Jean Mary                 |                           | 2 250 m  | 1'20"  |
| 1971                      | Ura                | France  | Carioca II       | Jean-René Gougeon         |                           | 2 250 m  | 1'18"8 |
| 1970                      | Sibelle J          | France  | Écusson          | Louis Sauvé               |                           | 2 250 m  | 1'18"9 |